# Стеванович, Йована
Йована Стеванович (серб. Јована Стевановић, р. 30 июня 1992, Белград, СФРЮ) — сербская волейболистка, центральная блокирующая. Двукратная чемпионка мира (2018, 2022), чемпионка Европы 2017, серебряный призёр Олимпийских игр 2016.

## Биография
Йована Стеванович родилась в семье югославского футболиста Горана Стевановича. В 16-летнем возрасте была принята в одну из сильнейших волейбольных команд Сербии — «Црвену Звезду», за которую выступала до 2013 года, став в её составе 4-кратной чемпионкой Сербии, 4-кратной обладательницей Кубка Сербии, серебряным призёром Кубка Европейской конфедерации волейбола.
В 2013 волейболистка переехала в Италию и на протяжении 5 сезонов играла за команду «Поми» (Казальмаджоре), выиграв с ней чемпионат Италии (в 2015), Лигу чемпионов ЕКВ (в 2016), серебряные медали клубного чемпионата мира (2016). В 2018—2023 выступала за другие итальянские команды: «Савино Дель Бене», «Унет-Ямамай», «Веро Воллей». В 2023 перешла в турецкий «Эджзаджибаши», а в 2025 — в греческий «Олимпиакос».
В 2009—2010 годах Йована Стеванович трижды становилась серебряным призёром чемпионатов мира и Европы в составах юниорской и молодёжной сборных Сербии.
В 2012 году Стеванович дебютировала в национальной сборной Сербии на Гран-при, но на постоянной основе вошла в состав главной команды страны только три года спустя. С этого времени 7 раз становилась победителем и призёром официальных международных турниров, в том числе серебряной медалисткой Олимпиады-2016, чемпионкой Европы 2017 и чемпионкой мира 2018. Чемпионат мира 2022 принёс волейболистке второе «золото» мировых первенств.

### Клубная карьера
- 2008—2013 —  «Црвена Звезда» (Белград);
- 2013—2018 —  «Поми» (Казальмаджоре);
- 2018—2020 —  «Савино Дель Бене» (Скандиччи);
- 2020—2022 —  «Унет-Ямамай» (Бусто-Арсицио).
- 2022—2023 —  «Веро Воллей» (Монца).
- 2023—2025 —  «Эджзаджибаши» (Стамбул);
- с 2025 —  «Олимпиакос» (Пирей).

## Достижения

### Со сборными Сербии
- серебряный призёр Олимпийских игр 2016.
- двукратная чемпионка мира — 2018, 2022.
- серебряный призёр розыгрыша Кубка мира 2015.
- двукратный бронзовый призёр Гран-при — 2013, 2017.
- бронзовый призёр Лиги наций 2022.
- чемпионка Европы 2017;
  - серебряный (2023) и бронзовый (2015) призёр чемпионатов Европы.
- бронзовый призёр Европейских игр 2015.
- серебряный призёр молодёжного чемпионата Европы 2010.
- серебряный призёр чемпионата мира среди девушек 2009.
- серебряный призёр чемпионата Европы среди девушек 2009.

### С клубами
- 4-кратная чемпионка Сербии — 2010—2013;
- 4-кратный победитель розыгрышей Кубка Сербии — 2010—2013.
- 4-кратная чемпионка Польши — 2015—2018.
- чемпионка Италии 2015;
  - серебряный (2023) и бронзовый (2019) призёр чемпионатов Италии.
- обладательница Суперкубка Италии 2015.
- победитель розыгрыша Кубка Италии 2019.
- серебряный (2024) и бронзовый (2025) призёр чемпионатов Турции.
- двукратный серебряный призёр розыгрышей Кубка Турции — 2024, 2025.

- победитель клубного чемпионата мира 2023;
  - серебряный призёр клубного чемпионата мира 2016.
- победитель Лиги чемпионов ЕКВ 2016.
- серебряный призёр розыгрыша Кубка Европейской конфедерации волейбола (ЕКВ) 2010.

### Индивидуальные
- 2016: лучшая центральная блокирующая (одна из двух) Лиги чемпионов ЕКВ.
- 2022: лучшая центральная блокирующая (одна из двух) Лиги наций.
- 2023: лучшая центральная блокирующая (одна из двух) клубного чемпионата мира.